# Portraits des offrandes périodiques
Les Portraits des offrandes périodiques (chinois : 职贡图 / 職貢圖 pinyin = zhigongtu), sont des peintures historiques officielles (avec illustration sur chaque portrait) utilisées dans les dynasties chinoises. Ces peintures sont des documents historiques officiels. L'expression se traduit grossièrement par « Devoir d'offrande picturale ». Tout au long de l'histoire chinoise, royaumes et tribus conquis par les forces chinoises doivent périodiquement envoyer des ambassadeurs à la cour impériale de Chine et lui rendre hommage avec des cadeaux précieux (贡品 gongpin).
Dessins et peintures avec de brèves descriptions sont employés pour enregistrer l'expression de ces ambassadeurs et dans une moindre mesure afin de montrer les aspects culturels de ces groupes ethniques. Ces descriptions historiques à côté du portrait sont devenues l'équivalent des documents de relations diplomatiques avec chaque pays. Les dessins sont reproduits en gravure sur bois après le IXe siècle et distribués en albums au sein de la bureaucratie. Les Portraits des offrandes périodiques de l'empire des Qing  par Xie Sui (谢遂), achevés en 1751, donnent des descriptions verbales des tribus aussi éloignées que l'Angleterre en Europe occidentale.
Les Portraits des offrandes périodiques des Liang par Xiao Yi, l'Empereur Yuan de la dynastie Liang, datés du VIe siècle est la plus ancienne de ces peintures spécialement importantes qui nous est parvenue. L'original de l'œuvre a été perdu et l'unique édition survivante en est une copie du XIe siècle, actuellement conservée au Musée national de Chine. La peinture est à l'origine composée de vingt-cinq portraits d'ambassadeurs de leur pays respectif. À l'époque de la dynastie Song quelques portraits manquent déjà et la version actuelle n'en compte plus que douze d'entre eux.
De droite à gauche les émissaires sont : Uar (Hephthalites); Perse; Baekje; Qiuci; Wo (Japon); Langkasuka (en); Dengzhi (邓至) (Qiang) de Ngawa; Zhouguke (周古柯), Hebatan (呵跋檀), Humidan (胡密丹), Baiti (白題 d'origine hephthalite semblable) qui vivent près des Hephthalite; Mo (Qiemo).

## Source de la traduction
- (en) Cet article est partiellement ou en totalité issu de l’article de Wikipédia en anglais intitulé « Portraits of Periodical Offering » (voir la liste des auteurs).